# Thoiré-sous-Contensor
Thoiré-sous-Contensor és un municipi francès situat al departament del Sarthe i a la regió de País del Loira. L'any 2007 tenia 85 habitants.

## Demografia

### Població
El 2007 la població de fet de Thoiré-sous-Contensor era de 85 persones. Hi havia 33 famílies de les quals 10 eren unipersonals (7 homes vivint sols i 3 dones vivint soles), 10 parelles sense fills i 13 parelles amb fills.
La població ha evolucionat segons el següent gràfic:
Habitants censats

### Habitatges
El 2007 hi havia 46 habitatges, 33 eren l'habitatge principal de la família, 9 eren segones residències i 4 estaven desocupats. Tots els 46 habitatges eren cases. Dels 33 habitatges principals, 28 estaven ocupats pels seus propietaris i 5 estaven llogats i ocupats pels llogaters; 1 tenia dues cambres, 5 en tenien tres, 9 en tenien quatre i 18 en tenien cinc o més. 24 habitatges disposaven pel capbaix d'una plaça de pàrquing. A 14 habitatges hi havia un automòbil i a 16 n'hi havia dos o més.

### Piràmide de població
La piràmide de població per edats i sexe el 2009 era:
| Homes | Edats   | Dones |
| ----- | ------- | ----- |
| 0     | 95 o +  | 0     |
| 0     | 90 a 94 | 0     |
| 0     | 85 a 89 | 0     |
| 4     | 80 a 84 | 4     |
| 0     | 75 a 79 | 0     |
| 4     | 70 a 74 | 4     |
| 4     | 65 a 69 | 4     |
| 0     | 60 a 64 | 4     |
| 8     | 55 a 59 | 8     |
| 4     | 50 a 54 | 4     |
| 4     | 45 a 49 | 4     |
| 0     | 40 a 44 | 4     |
| 4     | 35 a 39 | 0     |
| 0     | 30 a 34 | 0     |
| 4     | 25 a 29 | 0     |
| 4     | 20 a 24 | 0     |
| 12    | 15 a 19 | 4     |
| 0     | 10 a 14 | 0     |
| 0     | 5 a 9   | 4     |
| 0     | 0 a 4   | 0     |

## Economia
El 2007 la població en edat de treballar era de 47 persones, 40 eren actives i 7 eren inactives. De les 40 persones actives 36 estaven ocupades (22 homes i 14 dones) i 3 estaven aturades (3 dones i 3 dones). De les 7 persones inactives 3 estaven jubilades i 4 estaven estudiant.
Activitats econòmiques
L'any 2000 a Thoiré-sous-Contensor hi havia 6 explotacions agrícoles.

## Poblacions més properes
El següent diagrama mostra les poblacions més properes.